# Andrew Hill
Andrew Hill (30. června 1931 Chicago, Illinois, USA – 20. dubna 2007 Jersey City, New Jersey, USA) byl americký jazzový klavírista a hudební skladatel. Profesionálně začal hrát v roce 1953 v kapele saxofonisty Paula Williamse. V roce 1963 nahrál své první album pro Blue Note Records; zde pak vydával až do roku 1969, vrátil se v roce 1989, kdy vydal jedno album a další o rok později. Mimo svá vlastní alba hrál i na albech jiných hudebníků, mezi něž patří Jimmy Woods, Rahsaan Roland Kirk, Hank Mobley, Bobby Hutcherson nebo Joe Henderson. V roce 2008 získal ocenění NEA Jazz Masters.